# Klasztor Bernardynów w Opatowie
Klasztor bernardynów w Opatowie – barokowy klasztor bernardyński znajdujący się w Opatowie w województwie świętokrzyskim.

## Historia
W 1469 właściciel Opatowa biskup lubuski Fryderyk II Sesselmann ofiarował zakonowi bernardynów murowany kościół pw. Wniebowzięcia NMP z XII wieku. Był to wówczas kościół parafialny Opatowa położony na jego przedmieściach, w obszarze dawnego grodu Żmigród. Siedzibę parafii przeniesiono do kolegiaty św. Marcina. Fundacja zatwierdzona została w 1472 przez biskupa krakowskiego Jana z Rzeszowa.
Do końca XV wieku zakonnicy rozbudowali kościół w stylu gotyckim. Wznieśli także klasztor z kamienia ciosowego na placu ofiarowanym przez rajców miejskich oraz opatowskiego dziekana ks. Jana z Miechowa. Pod koniec XV wieku brat Benedykt wyrzeźbił stalle. Całość otoczono murami obronnymi ze strzelnicami. Ich pozostałości zachowały się do dzisiaj.
W 1502 klasztor był oblegany przez Tatarów. Przez cztery dni zakonnikom udawało się skutecznie odpierać ataki. W murach klasztornych chroniła się miejscowa ludność. Miasto Opatów uległo zniszczeniu w czasie najazdu. W obronie klasztoru odznaczył się jeden z zakonników, zakrystianin brat Jan, który zabił jednego z wodzów tatarskich.
W latach 1621–1622 kościół klasztorny przebudowano. Powstało wówczas nowe sklepienie oraz kaplice św. Anny i św. Franciszka. Prawdopodobnie już wówczas świątynia zatraciła swój gotycki charakter, stając się budowlą barokową.
Kolejna gruntowna przebudowa w stylu późnobarokowym miała miejsce w latach 1749-1765. W czasie przebudowy rozebrano kaplice św. Anny i św. Franciszka. Nowa budowla wzniesiona została z kamienia i cegły. W 1784 w kościele wykonano rokokową, iluzjonistyczną polichromię o tematyce maryjnej. Przemalowano ją w 1901.
W czasie powstania styczniowego część zakonników zaangażowała się w ruch powstańczy, na skutek czego w 1864 klasztor uległ kasacie. Kościół i zabudowania klasztorne niszczały do 1939 kiedy powrócili tu zakonnicy. Prace remontowe, tynkowanie i klamrowanie pękających murów trwały przez przeszło 30 lat.
W okresie II wojny światowej na terenie klasztoru chronili się ranni żołnierze Armii Krajowej co upamiętnia tabliczka z 1997 umieszczona na murach klasztornej dzwonnicy.

## Architektura i wystrój
Kościół klasztorny jest obecnie budowlą barokową. Wyposażenie świątyni barokowe i rokokowe. Na rokokowym ołtarzu głównym z XVIII wieku znajdują się obrazy Matki Boskiej z Dzieciątkiem (w sukience) i Wniebowzięcia oraz rzeźby św. Piotra z Alkantary i św. Bonawentury wykonane przez Macieja Polejowskiego.
Stalle oraz pulpit wyrzeźbiono w drugiej połowie XVII wieku. W kościele znajdują się obrazy ołtarzowe pędzla Franciszka z Sieradza przedstawiające św. Antoniego z Padwy i św. Franciszka z Asyżu. Rzeźba przedstawiająca Chrystusa w "tłoczni mistycznej" pochodzi z połowy XVII wieku. W świątyni zachował się także gotycki krucyfiks obok zakrystii z około 1400.
W 1989 przy kościele została utworzona parafia.
7 kwietnia 2013 w klasztorze odsłonięto tablicę pamiątkową poświęconą ofiarom katastrofy polskiego Tu-154M w Smoleńsku.

## Galeria

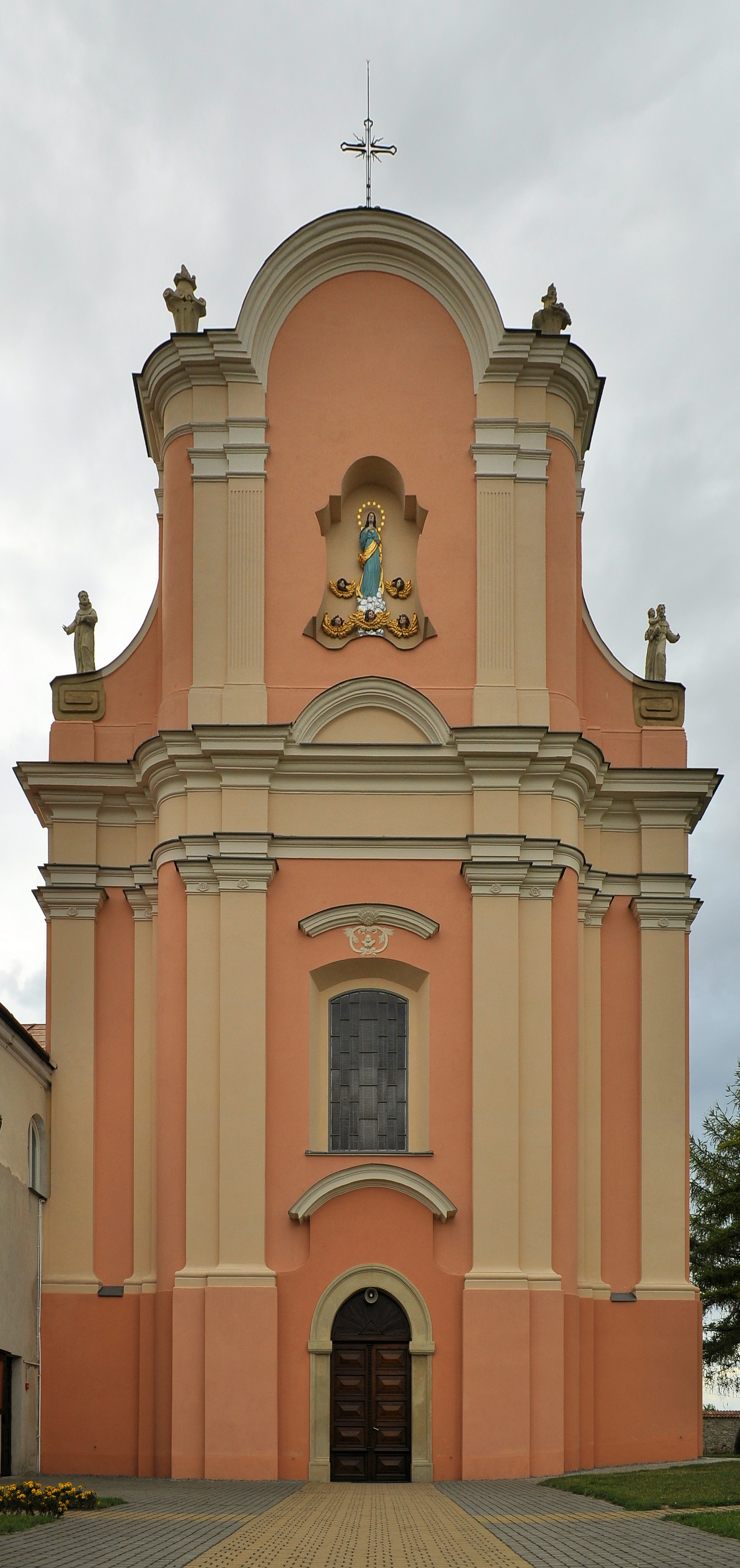
Kościół klasztorny
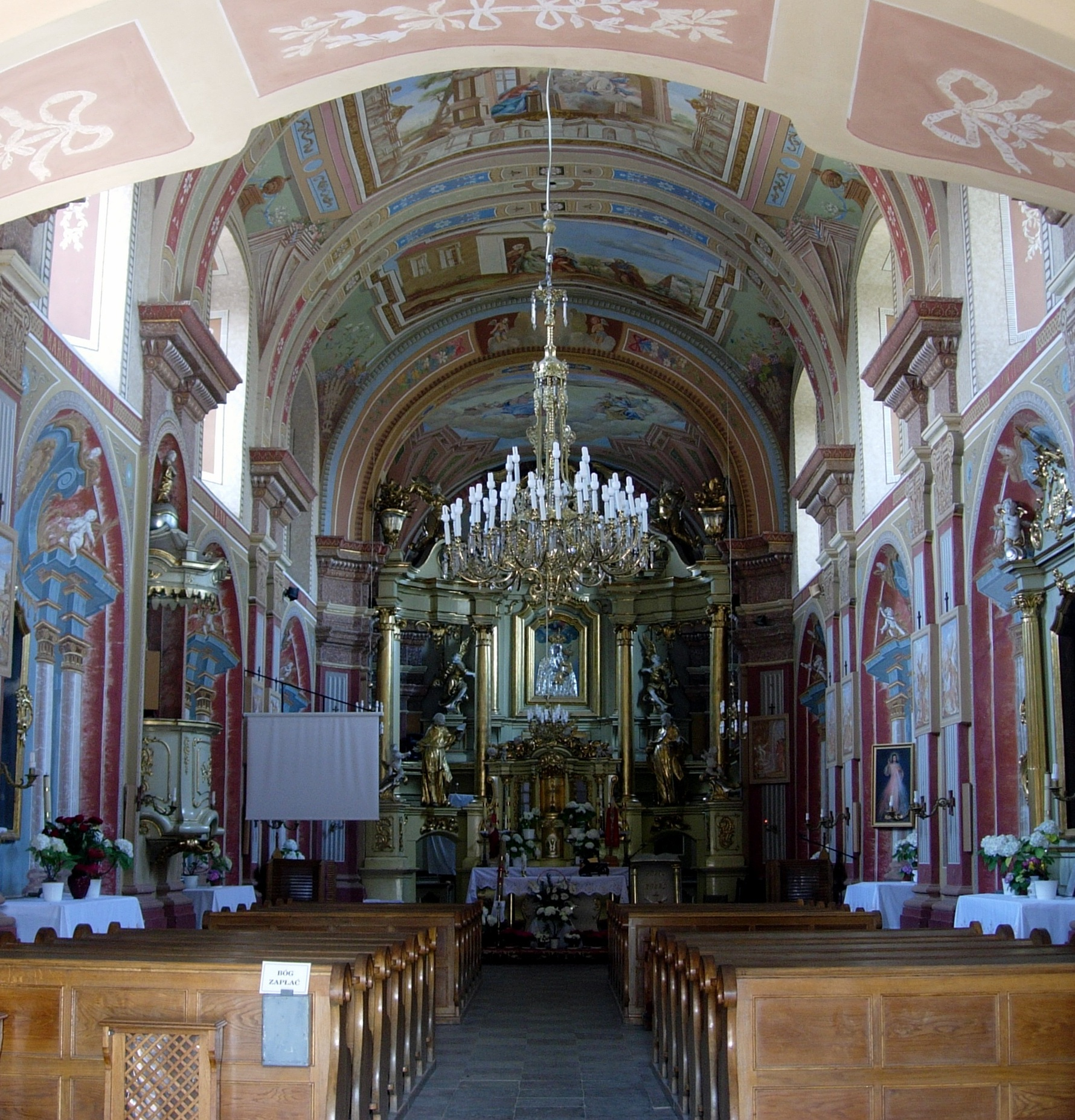
Wnętrze kościoła
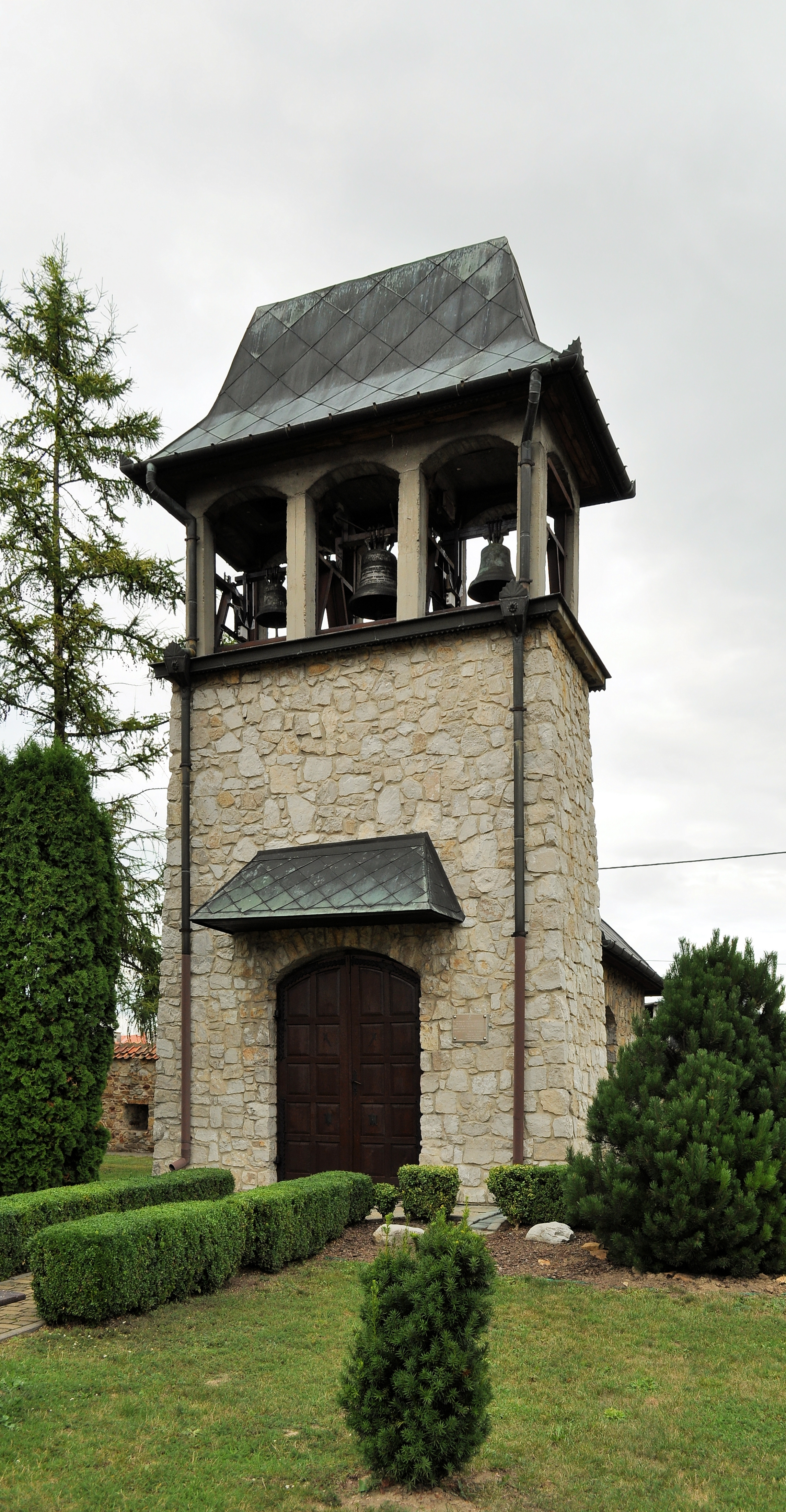
Dzwonnica